# Себастьян Бруно
Себастьян Бруно (фр. Sébastien Bruno; 26 серпня 1974, Нім) - французький регбіст, який до 2014 року грав на позиції хукера в команді Тулон, а від 2015 став тренером команди Ліон.

## Спортивна кар'єра
З 1997 по 2004 роки, Себастьян був членом французьких клубів. Проте, у 2004 році, Бруно підписав контракт з англійською командою Сейл Шаркс. Перший свій матч Бруно зіграв проти Лестер Тайгерс. У сезоні 2005—2006, Себастьян ввійшов на поле в вирішальному фінальному матчі, коли то Сейл Шаркс свій перший титул чемпіонів Англії. 
З 2002 по 2008 Бруно був гравцем національної збірної Франції. У травні 2013 року він став гравцем Тулон, а його команда виграла кубок Хайнекен з рахунком 16:15 проти АСМ Клермон Овернь.

## Досягнення
Великий Шлем
- Чемпіон: 2002

Європейський кубок з регбі
- Переможець: 2005
- Фіналіст: 2010, 2012

Турнір шести націй
- Переможець: 2006

Чемпіонат Англії з регбі
- Чемпіон: 2006

Топ 14
- Чемпіон: 2014
- Фіналіст: 2012

Кубок Хайнекен
- Переможець: 2013, 2014